# Campeonato Mundial de Xadrez de 1891
O Campeonato Mundial de Xadrez de 1891 foi a 3ª edição do Campeonato Mundial de Xadrez sendo disputado em Nova Iorque no final do ano de 1891 e início de 1891. O então campeão do mundo Steinitz defendeu seu título contra Isidor Gunsberg.

## Preparativos
O 6º Congresso Americano de Xadrez havia servido como um Torneio de Candidatos para indicar um desafiante para Steinitz. Apesar de Mikhail Chigorin e o enxadrista Max Weiss terem terminado esta competição empatados em 1º lugar, ambos não quiseram disputar o título mundial contra Steinitz]]. Este fato então abriu espaço para o 3º lugar, Gunsberg, que estava muito interessado na disputa. Apesar de nunca ter enfrentado Stenitz até então, Gunsberg foi considerado um dos mais fortes enxadrista de sua época tendo derrotado grandes mestres como Bird, Blackburne.

## A Partida
A forma de disputa decidida foi uma série de 20 jogos, sendo o vencedor aquele que alcançasse 10 vitórias primeiro. No caso de ambos alcançarem 9 vitórias, Steinitz manteria o título. Entre os grandes mestres do passado, Gunsberg é um dos sobre os quais menos se sabe sobre sua personalidade e características.

## Resultado
| Player                              | 1 | 2 | 3 | 4 | 5 | 6 | 7 | 8 | 9 | 10 | 11 | 12 | 13 | 14 | 15 | 16 | 17 | 18 | 19 | Total |
| ----------------------------------- | - | - | - | - | - | - | - | - | - | -- | -- | -- | -- | -- | -- | -- | -- | -- | -- | ----- |
| Wilhelm Steinitz ( Estados Unidos ) | ½ | 1 | ½ | 0 | 0 | 1 | 1 | ½ | ½ | 1  | ½  | 0  | 1  | ½  | ½  | 0  | ½  | 1  | ½  | 10½   |
| Isidor Gunsberg ( Reino Unido )     | ½ | 0 | ½ | 1 | 1 | 0 | 0 | ½ | ½ | 0  | ½  | 1  | 0  | ½  | ½  | 1  | ½  | 0  | ½  | 8½    |